# Actenoides concretus
Actenoides concretus е вид птица от семейство Alcedinidae. Видът е почти застрашен от изчезване.

## Разпространение
Разпространен е в Бруней, Индонезия, Малайзия, Мианмар и Тайланд.